# Boeun
Boeun (Boeun-gun, âm Hán Việt: Báo Ân quận) là một huyện của tỉnh Chungcheong Bắc, Hàn Quốc. Huyện này có diện tích 584,45 km², dân số năm 2001 là 43.245 người.
Tháng 7 năm 1973, thị trấn Boeun được nâng thành thị xã Boeun. 
Năm 2007, Hoebuk-myeon đổi tên thành Hoein-myeon, Maro-myeon thành Jangan-myeon, và Naesonngni-myeon thành Songnisan-myeonn.